# Mistrzostwa Polski w Łyżwiarstwie Szybkim w Wieloboju 1995
59. Mistrzostwa Polski w łyżwiarstwie szybkim w wieloboju odbyły się w 1995 roku w Tomaszowie Mazowieckim na torze Pilica. Złote medale zdobyli Aneta Rękas i Jaromir Radke.

## Kobiety
| Msc. | Zawodniczka                                   | 500 m | 1500 m | 3000 m | 5000 m | Wielobój |
| 1.   | Aneta Rękas (Orzeł Elbląg)                    |       |        |        |        | 195,227  |
| 2.   | Maja Ufel (Orzeł Elbląg)                      |       |        |        |        | 195,335  |
| 3.   | Bogumiła Bylinka (Pilica Tomaszów Mazowiecki) |       |        |        |        | 202,25   |

## Mężczyźni
| Msc. | Zawodnik                                   | 500 m | 1500 m | 5000 m | 10 000 m | Wielobój |
| 1.   | Jaromir Radke (Pilica Tomaszów Mazowiecki) |       |        |        |          | 168,610  |
| 2.   | Paweł Zygmunt (SNPTT Zakopane)             |       |        |        |          | 169,619  |
| 3.   | Artur Szafrański (Orzeł Elbląg)            |       |        |        |          | 174,197  |